# 林大地 (サッカー選手)
林 大地（はやし だいち、1997年5月23日 - ）は、大阪府箕面市出身 のプロサッカー選手。Jリーグ・ガンバ大阪所属。ポジションはフォワード。元日本代表。

## 来歴

### プロ入り前
中学時代はガンバ大阪のジュニアユースに所属していた（同期には市丸瑞希、髙木彰人、初瀬亮、田中駿汰ら）が、目立った特徴も無く、ユースへの昇格を果たせず、履正社高校に進学。高校では攻撃的MFでも起用され、第92回選手権・第93回選手権で合計3得点を挙げる。その後進学した大阪体育大学では3年次に関西学生リーグ1部で22試合・24得点という成績を上げる。

### サガン鳥栖
2019年8月3日、翌2020年シーズンからサガン鳥栖に来季加入することが発表された。同時に、鳥栖の特別指定選手登録が行われ、8月11日に行われた第22節のセレッソ大阪戦で途中出場からデビュー戦でゴールを決めた。
2020年よりサガン鳥栖に正式に入団。9月16日、第16節の柏レイソル戦では3試合連続ゴールを決めて勝利に貢献した。プロ一年目で9得点を挙げ、チーム内得点王になった。2021年3月17日、第5節の柏レイソル戦では2得点をきめて勝利に貢献した。

### シント＝トロイデンVV
2021年8月8日、ベルギーのシント＝トロイデンVVに完全移籍することでクラブ間で基本合意したことが発表された。8月9日のFC東京戦でのセレモニーを経て渡欧し、メディカルチェック等を経て2021年8月20日付で正式契約を締結した。8月28日、第6節のサークル・ブルッヘ戦で初先発から初ゴールを決めた。
2022-23年シーズンのリーグ開幕戦においても、香川真司、橋岡大樹からのパスを受け、ゴールを決めた。

### 1.FCニュルンベルク
2023年6月20日、ドイツの1.FCニュルンベルクに期限付き移籍が発表された。
期限付き移籍期間は2023年7月1日～2024年6月30日。

### ガンバ大阪
2024年6月30日、下部組織時代を過ごしたガンバ大阪へ完全移籍で加入することが発表された。加入後は怪我の影響もあり同年の出場はリーグ戦1試合のみの途中出場の5分に留まった。

### 代表
それまで世代別の日本代表に呼ばれたことはなかった が、2021年3月21日、U-24アルゼンチン代表との強化試合2連戦「SAISON CARD CUP 2021」に臨むU-24日本代表に、怪我のため不参加となった堂安律に替わって追加招集。3月26日の初戦（東京スタジアム）こそ三好康児との交代出場での3分+ATの出場にとどまったが、3月29日の2戦目（北九州スタジアム）では先発に抜擢され前半終了間際に初ゴールを決める。
6月の東京オリンピック代表選考では大会登録メンバー18名には選ばれずバックアップ4名の一人として選ばれた ものの、大会の規定変更でバックアップメンバーが登録メンバーに加わることになり、さらにFW登録メンバーの上田綺世・前田大然の体調不良等もあって第1戦の南アフリカ共和国戦・第2戦のメキシコ戦に先発出場、攻守に貢献した。決勝トーナメントでも全試合に先発出場したが、最終的に本大会で出場した5試合で得点を挙げることは出来ず、チームもあと一歩のところでメダル獲得とはならなかった。
2022年3月19日、大迫勇也の負傷で追加招集され、カタールW杯アジア最終予選に臨む日本代表に初招集された。日本代表のカタールW杯出場が決定した24日のアウェイ・オーストラリア戦はベンチ外となり、29日のホーム・ベトナム戦はベンチ入りするも出場機会はなかった。

## エピソード
- WEST.の小瀧望とは幼馴染で同じサッカークラブに所属していた[22]。
- 吉本新喜劇の湯澤花梨とは同級生で同じ箕面市立第四中学校の出身であり、中学1年生の時は同じクラスであった。

## 所属クラブ
- 千里ひじりSC
- ガンバ大阪ジュニアユース（箕面市立第四中学校）[23]
- 履正社高校
- 大阪体育大学
  - 2019年 サガン鳥栖 (特別指定選手)
- 2020年 - 2021年8月  サガン鳥栖
- 2021年8月 - 2024年  シント＝トロイデンVV
  - 2023年 - 2024年  1.FCニュルンベルク (期限付き移籍)
- 2024年6月 -  ガンバ大阪

## 個人成績
| 国内大会個人成績 | 国内大会個人成績   | 国内大会個人成績 | 国内大会個人成績 | 国内大会個人成績 | 国内大会個人成績 | 国内大会個人成績 | 国内大会個人成績 | 国内大会個人成績 | 国内大会個人成績 | 国内大会個人成績 | 国内大会個人成績 |
| 年度             | クラブ             | 背番号           | リーグ           | リーグ戦         | リーグ戦         | リーグ杯         | リーグ杯         | オープン杯       | オープン杯       | 期間通算         | 期間通算         |
| 年度             | クラブ             | 背番号           | リーグ           | 出場             | 得点             | 出場             | 得点             | 出場             | 得点             | 出場             | 得点             |
| 日本             | 日本               | 日本             | 日本             | リーグ戦         | リーグ戦         | リーグ杯         | リーグ杯         | 天皇杯           | 天皇杯           | 期間通算         | 期間通算         |
| ---------------- | ------------------ | ---------------- | ---------------- | ---------------- | ---------------- | ---------------- | ---------------- | ---------------- | ---------------- | ---------------- | ---------------- |
| 2019             | 鳥栖               | 31               | J1               | 1                | 1                | 0                | 0                | -                | -                | 1                | 1                |
| 2020             | 鳥栖               | 16               | J1               | 31               | 9                | 1                | 0                | -                | -                | 32               | 9                |
| 2021             | 鳥栖               | 8                | J1               | 20               | 4                | 1                | 1                | 0                | 0                | 21               | 57               |
| ベルギー         | ベルギー           | ベルギー         | ベルギー         | リーグ戦         | リーグ戦         | リーグ杯         | リーグ杯         | ベルギー杯       | ベルギー杯       | 期間通算         | 期間通算         |
| 2021-22          | シント・トロイデン | 15               | ジュピラー       | 25               | 7                | -                | -                | 1                | 0                | 26               | 7                |
| 2022-23          | シント・トロイデン | 8                | ジュピラー       | 31               | 7                | -                | -                | 3                | 1                | 34               | 8                |
| ドイツ           | ドイツ             | ドイツ           | ドイツ           | リーグ戦         | リーグ戦         | リーグ杯         | リーグ杯         | DFBポカール      | DFBポカール      | 期間通算         | 期間通算         |
| 2023-24          | ニュルンベルク     | 9                | 2. ブンデス      | 14               | 2                | -                | -                | 3                | 1                | 17               | 3                |
| 日本             | 日本               | 日本             | 日本             | リーグ戦         | リーグ戦         | リーグ杯         | リーグ杯         | 天皇杯           | 天皇杯           | 期間通算         | 期間通算         |
| 2024             | G大阪              | 91               | J1               | 1                | 0                | -                | -                | 0                | 0                | 1                | 0                |
| 2025             | G大阪              | 9                | J1               |                  |                  |                  |                  |                  |                  |                  |                  |
| 通算             | 日本               | 日本             | J1               | 53               | 14               | 2                | 1                | 0                | 0                | 55               | 15               |
| 通算             | ベルギー           | ベルギー         | ジュピラー       | 56               | 14               | -                | -                | 4                | 1                | 60               | 15               |
| 通算             | ドイツ             | ドイツ           | 2. ブンデス      | 14               | 2                | -                | -                | 3                | 1                | 17               | 3                |
| 総通算           | 総通算             | 総通算           | 総通算           | 123              | 30               | 2                | 1                | 7                | 2                | 132              | 33               |

| 国際大会個人成績 | 国際大会個人成績 | 国際大会個人成績 | 国際大会個人成績 | 国際大会個人成績 |
| 年度             | クラブ           | 背番号           | 出場             | 得点             |
| AFC              | AFC              | AFC              | ACL              | ACL              |
| ---------------- | ---------------- | ---------------- | ---------------- | ---------------- |
| 2025/26/2        | G大阪            | 9                |                  |                  |
| 通算             | AFC              | AFC              |                  |                  |

- 2019年は特別指定選手

出場歴
- Jリーグ初出場・初得点 - 2019年8月11日 J1第22節 vsセレッソ大阪（ヤンマースタジアム長居）
- ジュピラー・プロ・リーグ初出場・初得点 - 2021年8月28日 第6節 vsサークル・ブルッヘ（ヤン・ブレイデルスタディオン）

## タイトル

### クラブ
大阪体育大学
- 関西学生サッカーリーグ：2回（2018年、2019年）

### 代表
ユニバーシアード日本代表
- 夏季ユニバーシアード：1回（2019年）

### 個人
- 関西学生サッカーリーグ・得点王（2018年）

## 代表歴
- ユニバーシアード代表
  - ナポリ大会（2019年）
- U-24日本代表
  - SAISON CARD CUP 2021（2021年）
  - 東京オリンピック（2021年）
- 日本代表
  - 2022 FIFAワールドカップ・アジア3次予選（2022年）

### 試合数
- 国際Aマッチ 0試合0得点（2022年）

| 日本代表 | 国際Aマッチ | 国際Aマッチ |
| 年       | 出場        | 得点        |
| -------- | ----------- | ----------- |
| 2022     | 0           | 0           |
| 通算     | 0           | 0           |